# Rachilde
Rachilde, vlastním jménem Marguerite Vallette-Eymery (11. únor 1860 Château-l'Évêque, Périgueux – 4. duben 1953 Paříž) byla francouzská symbolistická a dekadentní spisovatelka, dramatička a kritička.

## Život
Narodila se jako jediné dítě v rodině plukovníka francouzské armády. Její otec Joseph Eymery byl údajně nelegitimním synem šlechtice. Její matka Gabrielle Feytaud byla jedinou dcerou úspěšného vydavatele. Otec těžce nesl, že se mu narodila dcera, a ne syn a malou Marguerite vychovával jako chlapce. Vzdělávána byla doma, velký vliv na ni měla dědečkova knihovna. Svou první práci publikovala ve věku 16 let v místním tisku v Périgordu. V osmnácti letech (roku 1878) odjela do Paříže s cílem stát se spisovatelkou. První knihu Madame de Sans-Dieu vydala téhož roku. Pohybovala se v prostředí pařížské bohémy. Zde zaujala mimo jiné i na svou dobu výstředním oblékáním – oblékala se jako muž. Přispívala do ženského časopisu L'École des femmes.
V roce 1889 se provdala za Alfreda Vallette, který začal o rok později vydávat literární magazín Mercure de France. Časopis se stal předním francouzským literárním magazínem především symbolistických a dekadentních autorů. Do tohoto magazínu též přispívala povídkami i kritickými články. Rovněž vedla salon („mardis“ – „úterky“), kde se scházeli autoři a intelektuálové, především z okruhu Mercure de France. Byli to například spisovatelé a básníci Maurice Barrès, Pierre Louÿs, Émile Verhaeren, Paul Verlaine, Jean Moréas, Paul a Victor Margueritte, André Gide, Guillaume Apollinaire, Alfred Jarry, Léon Bloy, Remy de Gourmont, Joris Karl Huysmans, Stéphane Mallarmé, Jean Lorrain, Laurent Tailhade, Paul Léautaud nebo Oscar Wilde. Na přelomu století (Fin de siècle, Belle Époque) byla jednou z nejznámějších osob pařížského literárního světa a byla přezdívána „Mademoiselle Baudelaire“ nebo „Královna dekadentů“.
V pozdějších letech odmítla nové avantgardní směry, například surrealismus a dadaismus. Zemřela téměř zapomenuta v roce 1953.

## Dílo

### Spisy (výběr)
- Madame de Sans-Dieu, 1878
- Monsieur de la Nouveauté, 1880
- Monsieur Vénus, roman matérialiste (Pan Venuše, materialistický román), 1884
- Nono, 1885
- La Virginité de Diane, 1886
- La Marquise de Sade (Markýza de Sade), 1887; reedice nakl. Gallimard, 1996,
- Madame Adonis, 1888
- La Sanglante Ironie (Krvavá ironie), 1891
- Le Démon de l'absurde, 1894
- La Princesse des Ténèbres, 1896
- Les Hors Nature. Mœurs contemporaines, 1897
- L'Heure sexuelle (Pohlavní hodina), 1898
- La Tour d'amour (Věž lásky), 1899, reedice: Mercure de France, 1994
- La Jongleuse (Kejklířka), 1900
- L'Imitation de la mort (Napodobení smrti), 1903
- Le Meneur de louves (Voditel vlčic), 1905
- Son Printemps (Její jaro), 1912
- La Terre qui rit (Smějící se země), 1917
- Les Rageac, 1921 – paměti
- Le Grand Saigneur, 1922
- Alfred Jarry ou le surmâle des lettres (Alfred Jarry čili Nadsamec literatury), 1927 – esej
- Pourquoi je ne suis pas féministe (Proč nejsem feministkou), 1928 – esej
- Les Voluptés imprévues (Netušené rozkoše), 1931
- L'Autre Crime, Mercure de France, 1937
- La Fille inconnue (Neznámá dívka), 1938
- Quand j'étais jeune (Když jsem byla mladá), 1947 – paměti

### České překlady
- Věž lásky, překlad Arnošt Procházka), KDA, svazek 29–30, Praha, Kamilla Neumannová, 1907 — další vydání: [Předmluva. Věž lásky. Namalovaná žena. Rachilde a její dílo. Stránka historie] překlad Ota Dubský, portrét Kamil Zvelebil, Praha: Přítel knihy, 1928
- Zabíječ žab – in: 1000 nejkrásnějších novel... č. 18, úvod František Sekanina, ze sbírky Věž lásky, překlad Arnošt Procházka, Praha: Josef R. Vilímek, 1912
- Voditel vlčic: román – přeložil Josef Florian; Stará Říše na Moravě: Antonín Ludvík Stříž, 1916[1] — další vydání: překlad Ota Dubský, Praha, Přítel knihy, 1928
- Srdce mlýna. Napodobení smrti, překlad Otakar Levý, Praha, Alois Srdce, 1919[2]
- Pohlavní hodina, překlad Otakar Levý, Praha, Alois Srdce 1919
- Přítelka knih, portrét knihkupkyně Adrienny Monnier, sborník Nova et Vetera, Stará Říše na Moravě, 1920, č. 40.[3]
- Krvavá ironie: román, překlad Eva Ruttová, Praha, Otakar Štorch-Marien, 1921
- [Básně] – Max Jacob. Křišťálový pavouk – Rachilde. Nespavost – Tristan Corbière. Všichni ptáci nebeští – Jèrome a Jean Tharaudové. Korálová Panna Maria z polí – Paul Fort. Montezuma – Klabund; přeložil Bohuslav Reynek. Petrkov u Německého Brodu: Bohuslav Reynek, 1921
- Dcera vlčákova, překlad Bohuslav Reynek, Praha, Novák, 1922
- Namalovaná žena, překlad Arnošt Procházka, Praha, Moderní revue, 1924 — další vydání: překlad Ota Dubský, Praha: Přítel knihy, 1928
- Kejklířka, překlad Z. Chmelík, Praha, Mars, 1925
- Vinobraní v Sodomě, přeložil Jaroslav Zaorálek, Praha, Státní tiskárna, 1927, bibliofilie — další vydání: překlad Ota Dubský, Praha, Přítel knihy, 1928
- Snící kůň, překlad Jindřich Hořejší, Praha, Hollar, 1928 — další vydání: překlad J. Hořejší, Praha: Jan Fromek, 1931[4]
- Její jaro, román, překlad Věra Hana Viednerová, Praha, Alois Srdce, 1929
- V studni aneb spodní život – Rachilde; ilustrátor Bohuslav Reynek. 1980, bibliofilie